# Abú Ghoš
Abú Ghoš (hebrejsky אבו גוש‎, arabsky أبو غوش‎, v oficiálním přepisu do angličtiny Abu Ghosh) je místní rada (malé město) v Izraeli, v Jeruzalémském distriktu.

## Geografie

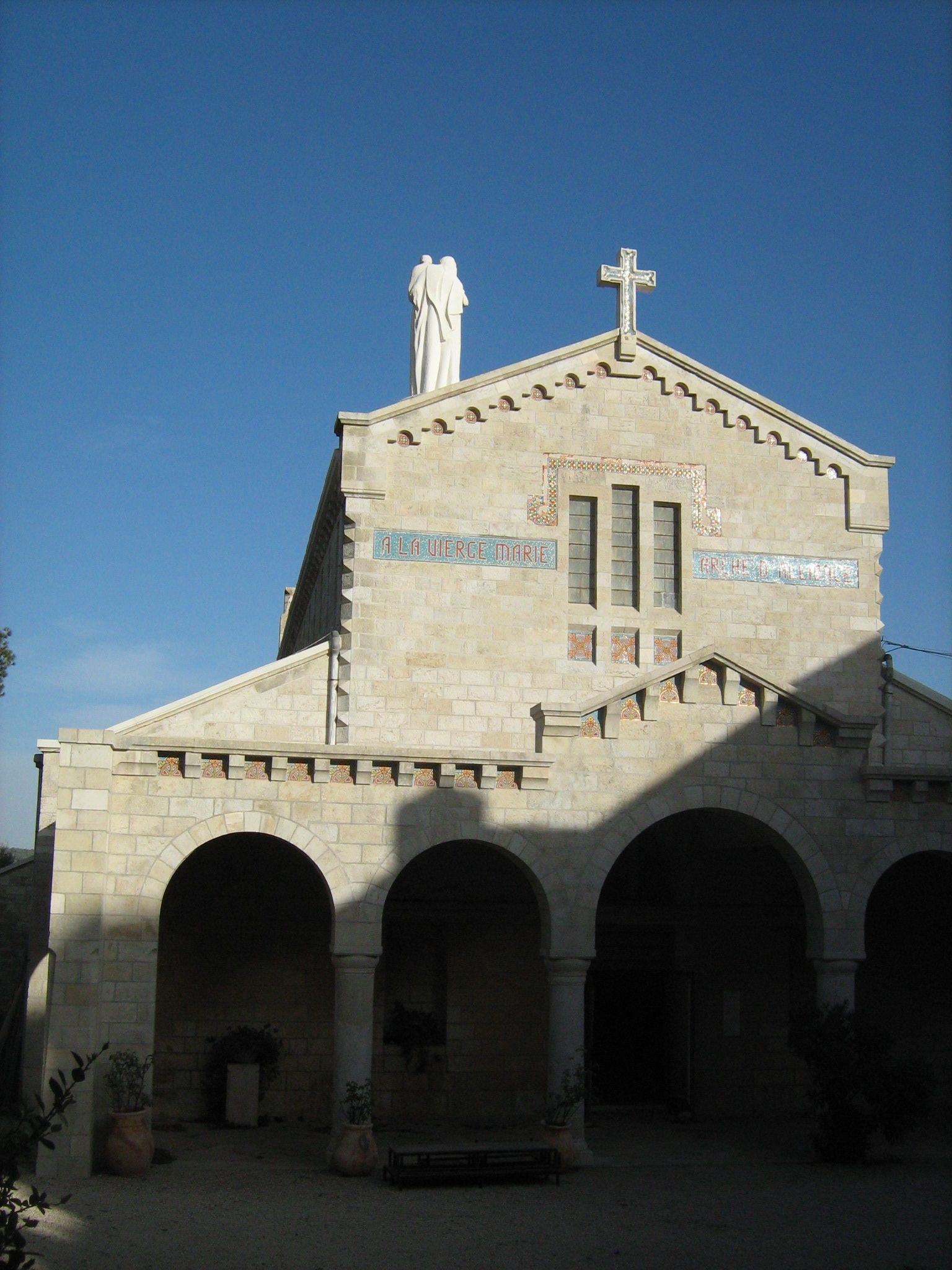
Klášter Notre Dame de l'Arche d'Alliance v Abú Ghoš

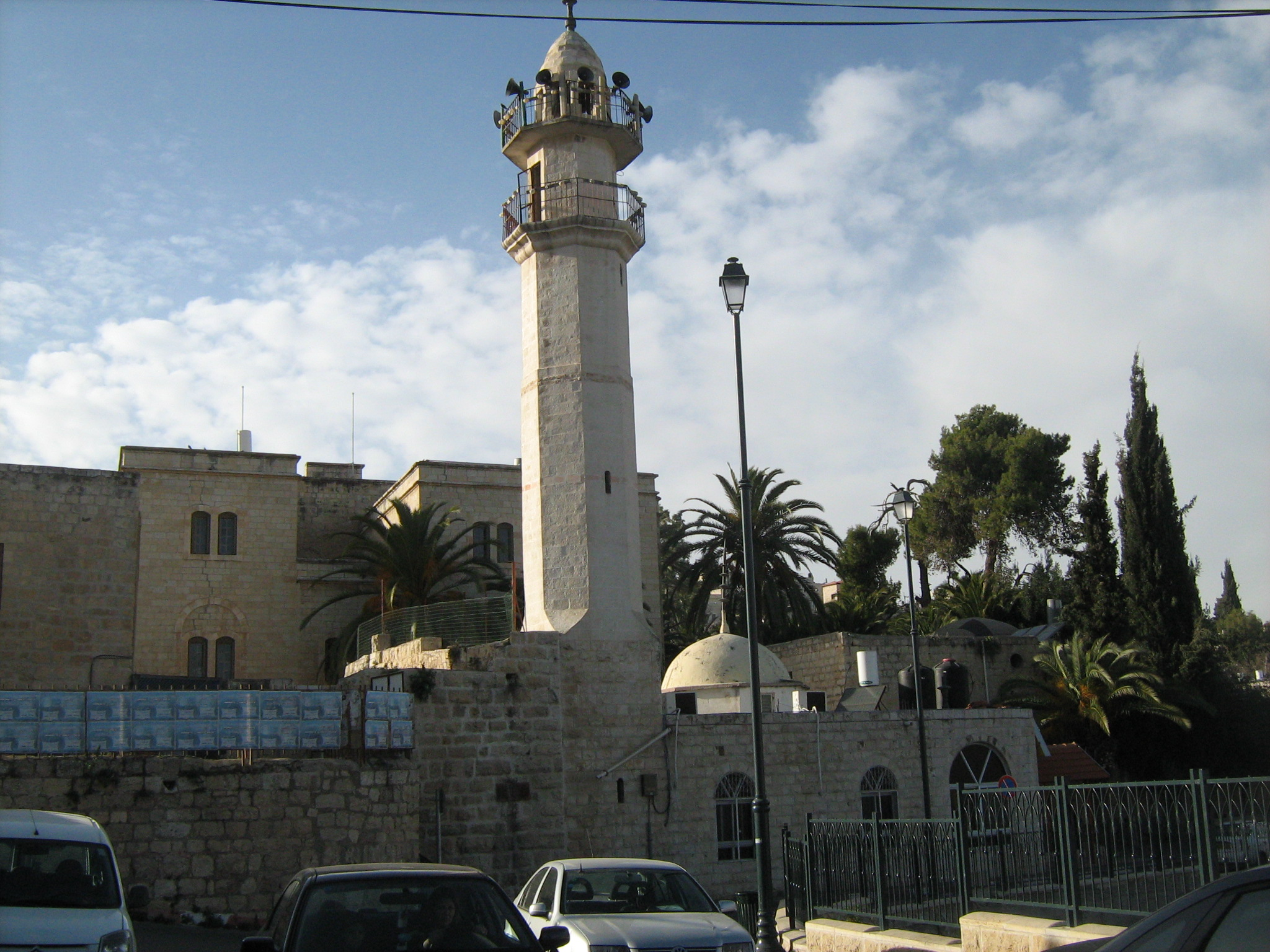
Mešita v Abú Ghoš

Leží v nadmořské výšce 684 metrů na svazích Judských hor 40 kilometrů od břehu Středozemního moře, cca 43 kilometrů jihovýchodně od centra Tel Avivu, cca 12 kilometrů severozápadně od historického jádra Jeruzalému a 12 kilometrů severovýchodně od Bejt Šemeš. Nachází se v hornaté krajině, která jižně od obce prudce spadá do údolí vádí Nachal Ksalon a na západě obdobně do údolí vádí Nachal Jitla. Severozápadně od města se zvedá hora Har Haruach, na severovýchodě hora Har ha-Hagana a na severu dále od obce Har Rafid.
Abú Ghoš obývají izraelští Arabové, přičemž osídlení v tomto regionu je etnicky převážně židovské. Obec je situována 2 kilometry od Zelené linie, která odděluje Izrael v jeho mezinárodně uznávaných hranicích od území Západního břehu Jordánu. Počátkem 21. století byly přilehlé arabské (palestinské) oblasti Západního břehu od Izraele odděleny pomocí bezpečnostní bariéry. Za Zelenou linií se v přilehlé části Západního břehu nachází i židovská osada velikosti menšího města Har Adar.
Abú Ghoš je na dopravní síť napojen pomocí dálnice číslo 1 spojující Tel Aviv a Jeruzalém.

## Dějiny
Abú Ghoš bývá identifikován jako lokace starověkého židovského sídla Kirjat-jearím zmiňovaného v Bibli, například v Knize Jozue 9,17 (toto jméno pak převzalo židovské město Kirjat Je'arim založené roku 1975 poblíž dnešního Abú Ghoš). V raném středověku, poté co na území dnešního Izraele pronikli Arabové, byla obec přejmenována na Karjat al-Anab (Město Hroznů - roku 1920 byl poblíž založen židovský kibuc Kirjat Anavim).
Nynější Abú Ghoš vznikl roku 1520 usídlením rozvětvené rodiny Abú Ghoš a je osídlen arabskými muslimy, třebaže jedna místní rodina je čerkeského původu. V raném novověku vesnice ekonomicky využívala především polohu na strategické spojnici mezi pobřežím a Jeruzalémem.
Během války za nezávislost roku 1948 Jeruzalémský koridor ovládla izraelská armáda. Došlo tehdy k vysídlení většiny zdejší arabské populace. Abú Ghoš byl výjimkou, protože jeho obyvatelé si udrželi přátelské vztahy s Židy a neúčastnili se bojů.
Po roce 1948 prodělala dosavadní vesnice Abú Ghoš rychlý rozvoj a roku 1992 získala status místní rady (menšího města). V obci se nacházejí křesťanské kláštery Notre Dame de l'Arche d'Alliance, Les Soeurs de St. Josef de l'Apparition a Abbaye Sainte-Marie de la Résurrection. Funguje zde rozvinutý turistický ruch zaměřený na gastronomické služby.

## Demografie
Etnicky je Abú Ghoš zcela arabským městem. 100 % populace tvořili podle údajů k roku 2005 Arabové a 99,3 % arabští muslimové.
Jde o středně velkou obec městského typu s dlouhodobě rostoucí populací. K 31. prosinci 2017 zde žilo 7300 lidí.